# Iqbal Theba
Iqbal Theba (Karachi, 20 december 1963) is een Pakistaans/Amerikaans acteur.

## Biografie
Theba begon in 1981 met studeren in civiele techniek aan de University of Oklahoma in Norman (Oklahoma) en haalde zijn Bachelor of Science in bouwkunde. Hij haalde in 1986 zijn diploma aan deze universiteit in acteren. 

## Filmografie

### Films
Selectie:
- 2018 Green Book - als Amit
- 2012 Playing for Keeps – als Param
- 2011 Transformers: Dark of the Moon – als secretaris-generaal van de VN
- 1998 BASEketball – als fabrieksmanager
- 1995 Just Looking – als V.J.
- 1994 The Innocent – als dokter
- 1993 Indecent Proposal – als student

### Televisieseries
Uitgezonderd eenmalige gastrollen.
- 2025 Deli Boys - als Baba - 4 afl.
- 2021 Mira, Royal Detective - als rechercheur Gupta - 3 afl.
- 2020 Messiah - als Danny Kirmani - 4 afl.
- 2017-2018 Voltron: Legendary Defender - als Slav (stem) - 9 afl.
- 2015 The Brink - als generaal Umair Zaman - 9 afl.
- 2009-2015 Glee – als schoolhoofd Figgins – 58 afl.
- 2009-2013 Community – als Gobi Nadir – 3 afl.
- 2012 The Glee Project – als schoolhoofd Figgins – 2 afl.
- 2001 ER – als dr. Zagerby – 2 afl.
- 1995-1997 Family Matters – als Zoohair Bhutto – 3 afl.
- 1995-1997 Married... with Children – als Iqbal – 4 afl.
- 1997 ER – als dr. Zogoiby – 2 afl.
- 1996 Roseanne – als dr. Bakshi – 2 afl.
- 1996 Sister, Sister – als mr. Solokian – 2 afl.
- 1995 Dream On – als Rudy – 2 afl.
- 1994-1995 The George Carlin Show – als Inzamamulhaq Siddiqui – 5 afl.

### Computerspellen
- 2017 Uncharted: The Lost Legacy - als diverse stemmen
- 2012 Medal of Honor: Warfighter - als Urdu vechter

- Library of Congress Control Number: no2018017908
- Virtual International Authority File: 8013151965430800470008
- WorldCat: E39PBJjMBhR4tYWFJVKRGcXGHC